# Кадри Приштина
Кадри Приштина (алб. Kadri Prishtina; Приштина, 10. мај 1878 — Скадар, 20. јануар 1925), познатији као Хоџа Кадри (алб. Hoxha Kadri), био је албански политичар.

## Биографија
Рођен је 10. маја 1978. године у Приштини, у тадашњем Косовском вилајету, у склопу Османског царства. Прве студије у родном граду похађао је на турском језику, а касније у ускупској школи. Студирао је право и образовање у Истанбулу, прво у приватној пегагошкој школи, а потом у медреси. Дана 4. фебруара 1902. приступио је покрету Младотурци. Османске власти су га 1904. ухапсиле због одбијања да укаже „Fitret ul-Islâm”, проблематичног и контроверзног есеја о религији ислама, чији је аутор Сирја Вљора. Провео је четири године у затвору Једикуле где је изгубио ногу због гангрене. Након пуштања на слободу био је интерниран у Токат, у североисточној Анадолији, где је радио као адвокат. Младотурском револуцијом 1908. његов прогон је окончан, те је послат у Самсун преко Црног мора да заврши студије. Године 1911. постао је професор права, а 1913. је постављен да ради у Истанбулској банци, након чега је протеран из Турске.
Током Првог светског рата био је стациониран у Скадру, граду на северозападу Кнежевине Албаније. Тамо је основао организацију под називом Тајни комитет са националистичким програмом. Био је један од оснивача Косовског комитета, а званично је био и његов руководилац за време када је живео у Скадру. Такође је био задужена за представљање Комитета на састанцима и вођење преписке за стране факторе. Његов заменик је био Хисни Цури, док је Бедри Пејани био секретар Комитета.
Постављен је за министра правде албанске владе након Конгреса у Лушњу. Године 1921. био је заменик председника Парламента Кнежевине Албаније.
Његово име носи неколико школа и улица у Албанији и на Косову и Метохији.